# North Side Gang
Die North Side Gang war eine während der US-amerikanischen Alkoholprohibition in den 1920er Jahren in Chicago operierende Bande von irisch- sowie polnischstämmigen Mobstern. Sie wurde aufgrund ihrer tödlichen Konkurrenz zu Al Capone und dessen Chicago Outfit bekannt, die ihren Höhepunkt im Valentinstag-Massaker hatte.

## Geschichte
Das Hauptaugenmerk der Bande war während der Alkoholprohibition auf die Produktion, den Schmuggel und den Handel mit damals verbotenen alkoholischen Getränken gerichtet. Sie kontrollierte für lange Zeit den Norden von Chicago – woraus sich auch der Name North Side Gang ergibt – und damit auch die in diesem Teil der Stadt gelegenen großen Brauereien und Brennereien.
Wegen der hohen Gewinne, die das illegale Alkoholgeschäft abwarf, kam es immer wieder zu Verteilungskämpfen zwischen den verschiedenen Banden der Stadt, die alle bereit waren, ihren Einflussbereich innerhalb der Stadt bei jeder sich bietenden Gelegenheit mit allen Mitteln auszuweiten. Auch die North Side Gang war deshalb in viele solcher Konflikte verwickelt. Als ihr größter Konkurrent erwies sich das von Johnny Torrio und Al Capone geführte Chicago Outfit, dem örtlichen Vertreter der La Cosa Nostra mit vornehmlich italienischstämmigen Mitgliedern aus dem Süden Chicagos, der sogenannten South Side, dem die North Side Gang schließlich nach zahlreichen blutigen Konflikten unterlag.

### Dean O’Banion
Als Begründer der North Side Gang gilt der irischstämmige Dean O’Banion. Der sich als Scherzbold gebende O’Banion war ein gefürchteter Mörder, der seine Interessen auch bei anderen Gangstern mit Gewalt durchsetzte. Sein Hauptquartier richtete er in einem Blumenladen ein, den er sowohl als Hobby als auch zur Verdeckung seines wahren Tätigkeitsfeldes – zusammen mit einem Floristen – betrieb. In diesem Blumenladen wurde O’Banion von Mitgliedern der rivalisierenden Bande Capones erschossen.
Capone nutzte dabei seine alten New Yorker Kontakte und bestellte seinen Kollegen Frankie Yale, den er aus seinen Zeiten bei der Five Points Gang kannte, um O’Banion zu beseitigen. Yale, der seit 1917 Präsident der Unione Siciliana in New York war, nutzte dabei den Tod des Chicagoer Präsidenten Mike Merlo aus, der am 8. November 1924 an Krebs gestorben war. O’Banion, dem durch die zahlreichen ermordeten Gangster mit seinem Blumengeschäft eine lukrative legale Nebeneinnahme beschieden war, lag eine entsprechende Bestellung für Mike Merlo vor. Angesichts des natürlichen Todes von Merlo lag nichts Verdächtiges darin, als das Trio Yale, John Scalise und Albert Anselmi zwei Tage später am 10. November 1924 den Laden von Dean O’Banion betrat, um die Bestellung abzuholen. Der als unauffällig geltende Yale schüttelte O’Banion die Hand und hielt sie fest, seine beiden Begleiter eröffneten daraufhin das Feuer auf den Iren. Yale wurde zwar von der Polizei verhaftet, wegen eines vorhandenen Alibis allerdings wieder frei gelassen.

### Hymie Weiss
Nachfolger O’Banions wurde Hymie Weiss. Weiss, der O’Banion in vielen Fragen mit Rat zur Seite gestanden hatte, wollte O’Banion mit allen Mitteln rächen. Eine Versöhnung mit Capone scheiterte daran, dass er das einvernehmliche Ende des Bandeskrieges von der Auslieferung der Killer abhängig machte, die im Auftrag Capones O’Banion ermordet hatten. Es kam zu diversen gegenseitigen Mordanschlägen auf die Anführer der Organisation Capones und auf die Köpfe der North Side Gang. Schließlich wurde Weiss, dem nachgesagt wurde, dass er der einzige Mensch gewesen sein soll, den Capone jemals fürchtete, am 11. Oktober 1926 von Angehörigen der von Capone geleiteten Gang vor eben dem Blumenladen erschossen, in dem zuvor bereits O’Banion ermordet worden war.

### Vincent Drucci
Nach dem Tode Weiss’ wurde Vincent Drucci gemeinsam mit George Moran Anführer der North Side Gang. Beide handelten mit Capone ein Abkommen zur Beendigung des für beide Seiten kostspieligen und die kriminellen Geschäfte beeinträchtigenden Bandenkrieges aus. Kurz danach wurde Drucci am 4. April 1927 im Zusammenhang mit seiner Festnahme von der Polizei erschossen.

### George Moran
Moran war der letzte Anführer der North Side Gang. Diese wurde in der Folgezeit durch neu ausbrechende Streitigkeiten mit der von Capone geleiteten Gang weiter geschwächt. Anfang 1929 plante Capone, Moran zusammen mit einem Großteil der North Side Gang auf einen Streich auszulöschen. Hierzu ließ er seine Killer am 14. Februar 1929 ein Lagerhaus überfallen, von dem er wusste, dass Moran dort an selbigem Tag mit mehreren Mitgliedern der North Side Gang ein Treffen abhalten würde, wobei unter anderem das fehlgeschlagene Attentat auf Moran vom Januar des Jahres sowie das weitere Vorgehen gegenüber dem Vordringen der Capone-Gang besprochen werden sollte. Die Killer trafen Moran, der sich zufällig verspätete, jedoch nicht in dem Lagerhaus an. Die in dem Lagerhaus versammelten sieben Männer, von denen sechs zur North Side Gang gehörten, wurden von den Killern Capones gnadenlos erschossen. Dieses Massaker am Valentinstag leitete den Niedergang der North Side Gang ein, der durch das Ende der Prohibition Anfang der 1930er Jahre noch forciert wurde. Auch das Bündnis mit Giuseppe Aiello, dem wichtigsten italo-amerikanischen Gegenspieler von Al Capone, konnte den Untergang der North Side nicht abwenden.
Moran, der bei dem Anschlag am Valentinstag den harten Kern seiner Gefolgschaft verloren hatte, starb am 25. Februar 1957 völlig verarmt im Gefängnis, wo er wegen Bankraubs einsaß, an einem Krebsleiden. Er erhielt ein Armenbegräbnis.

## Mitglieder
- Louis „Two Gun“/„Diamond Jack“ Alterie, Franko-Amerikaner, (1888–1935)
- Barney Bertsche
- Francis Cavanaugh (1906–1940)
- Lucas „Lucky Luke“ Cavanaugh (1928–1979), Fortführender Anführer der Bande in die Neuzeit
- Vincent „The Schemer“ Drucci (1901–1927)
- John Duffy († 1924)
- Frank „Tight Lips“ Gusenberg (1892–1929); Opfer im Valentinstag-Massaker
- Peter Gusenberg († 1929); Opfer im Valentinstag-Massaker
- Adam Heyer alias „Frank Snyder“ (1889–1929); Opfer im Valentinstag-Massaker; Betreiber einer Hunderennbahn
- Dan McCarthy
- Samuel „Nails“ Morton alias Samuel Markowitz († 1922)
- Albert Kachellek alias James Clark (1887–1929), Opfer im Valentinstag-Massaker, war mit den Gusenberg-Brüdern am Mord an Lolordo, einem Freund Al Capones, beteiligt
- John May (1893–1929), Opfer im Valentinstag-Massaker: möglicherweise nur ein gewöhnlicher Mechaniker, stand allerdings wegen Raub und Diebstahl bereits vor Gericht.
- George „Bugs“ Moran, Geburtsname Adelard Leo Cunin, französisch-frankokanadische Abstammung (1891–1957)
- William „Willie“ Marks
- Ted Newbury († 1933)
- Dean O’Banion (1892–1924), Gründer
- Alexander O’Shea († 1989)
- Reinhart H. Schwimmer; Opfer im Valentinstag-Massaker; eigentlich nur ein Optiker, Freund von Dean O’Banion
- Billy Skidmore
- Albert „Gorilla Al“ Weinshank alias Weinshenker (1893–1929); Opfer im Valentinstag-Massaker
- Earl „Hymie“ Weiss alias Henry Earl Wojciechowski (1898–1926)
- Jacob U. „Jack“ Zuta (1888–1930); 1927 vom Chicago Outfit übergewechselt